# Retábulo da Capela do Santíssimo (Riner)
O Retábulo da Capela do Santíssimo do Santuário do Milagre, em Riner, na Catalunha, é um retábulo renascentista do ano 1530 com dezoito pinturas a óleo das quais dezasseis são provavelmente obra do pintor português Pedro Nunes que desenvolveu actividade em Barcelona, retábulo que está actualmente localizado na abside da capela do Santíssimo Sacramento à esquerda do presbitério da Igreja do Santuário.
Trata-se provavelmente do retábulo maior da antiga igreja, tendo sido restaurado no início do século XX e adaptado à nova localização, tendo para tal sido acrescentando de duas pinturas, a Coroação da Virgem (no topo) e Caminho do Calvário com o episódio de Santa Verónica (no centro).
O Retábulo apresenta muitas analogias com o da Santa Cruz na capela de Sant Feliu da igreja de São Justo e Pastor em Barcelona. Não se trata de um retábulo sobre os Mistérios do Santo Rosário, mas antes em torno da temática da devoção da Lamentação de Cristo que é tratado na predela.
As 18 pinturas que englobam o políptico que faz parte do Retábulo são as seguintes: Anunciação (em duas pinturas), Natividade, Adoração dos Magos, Caminho do Calvário, Crucificação, Lamentação, Ressurreição, Ascensão de Cristo, Pentecostes, Morte da Virgem Maria, Coroação da Virgem Maria, e a representação de seis santos, São Pedro, São Sebastião, São Tomás, São Paulo, São Roque e São Lucas.

## Descrição
No topo há uma pintura central que representa a Coroação da Virgem Maria pela Santíssima Trindade. Não é a pintura original, da qual de desconhece o tema nela representado, mas uma cópia da obra A coroação de Maria no céu (1635-1636) de Diego Velázquez.
De ambos os lados da Coroação de Maria estão duas pinturas triangulares que, em conjunto, representam a Anunciação. Na pintura do lado esquerdo está representado o Arcanjo Gabriel e na da direita a Virgem Maria.
Abaixo destas três pinturas, na parte central do retábulo, há nove pinturas rectangulares distribuídas em três fiadas.

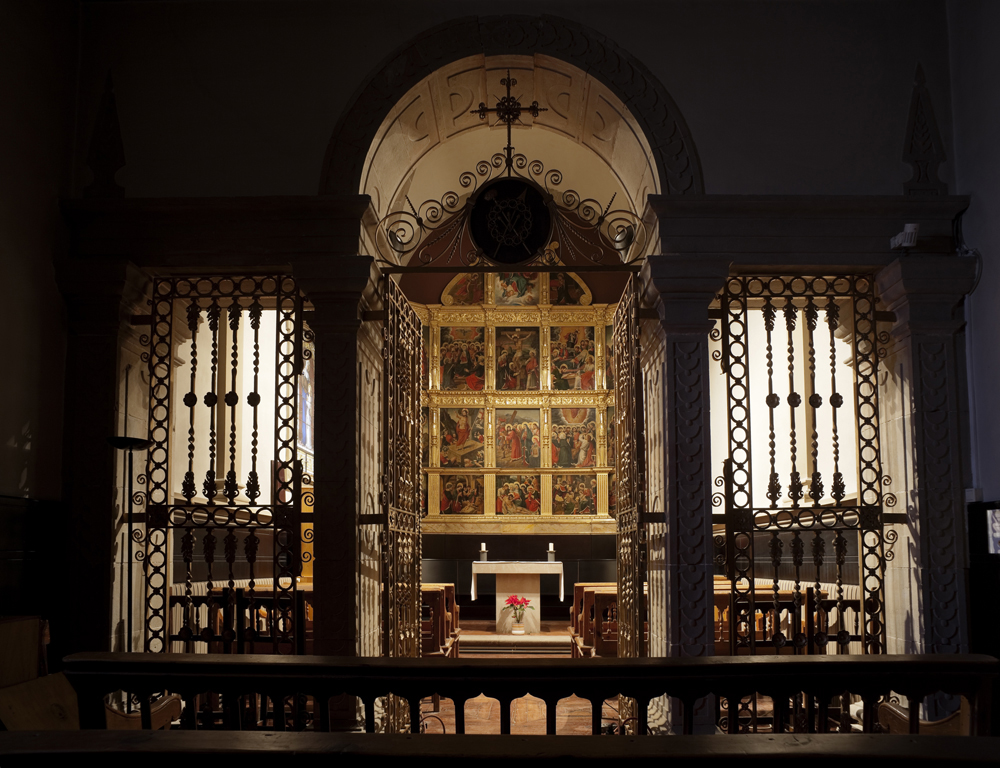
A Capela do Santíssimo do Santuário do Milagre vendo-se o Retábulo sobre o altar.

As três pinturas da fiada de baixo, medindo 65 cm de altura por 78 cm de largura, cada uma, representam, da esquerda para a direita, a Natividade, a Lamentação de Cristo e a Adoração dos Magos.
As três pinturas da fiada do meio medindo 100 cm de altura e 82 cm de largura representam, também da esquerda para a direita, a Ressurreição, o Caminho do Calvário com o episódio de Santa Verônica e a Ascensão de Cristo.
E os três quadros da fiada de cima medindo 100 cm de altura e 82 cm de largura cada, representam, seguindo a mesma ordem, o Pentecostes, a Crucificação de Cristo e a Morte da Virgem Maria.
De ambos os lados das fiadas centrais e com a mesma altura, mas com menor largura, estão as representações de seis Santos.
O Retábulo foi sujeito a uma restauração-reparação em 1906 efectuada por Antoni Oliva e Pera de Jordi tendo sido instalado na sua posição actual.

## Galeria
Grupo central Superior

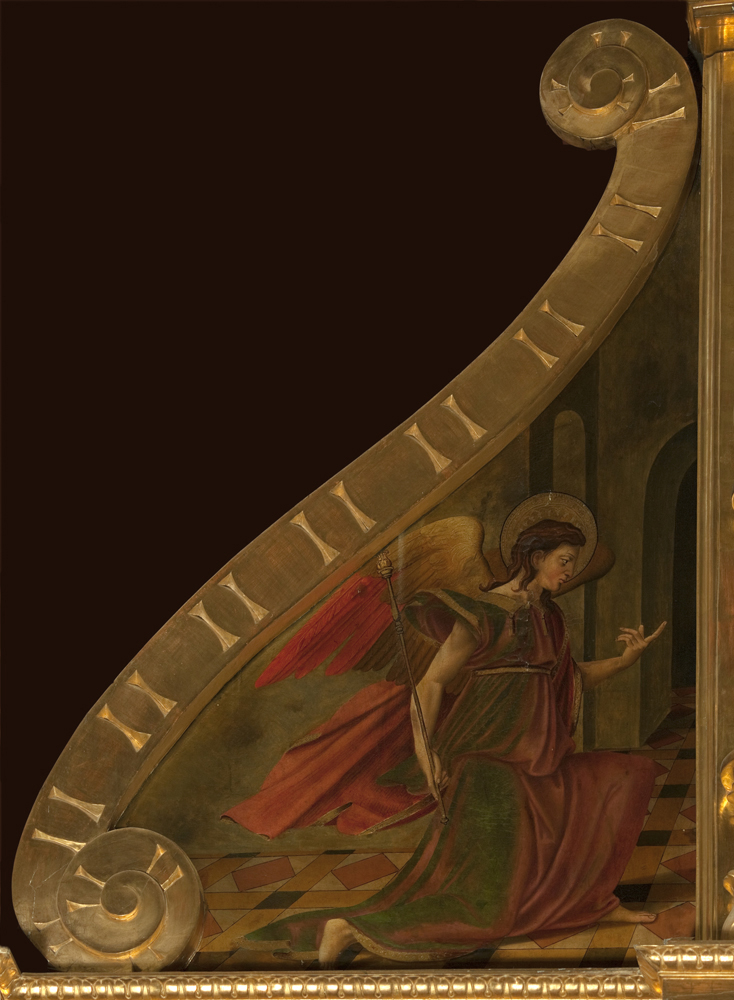
Anunciação (Arcanjo Gabriel)
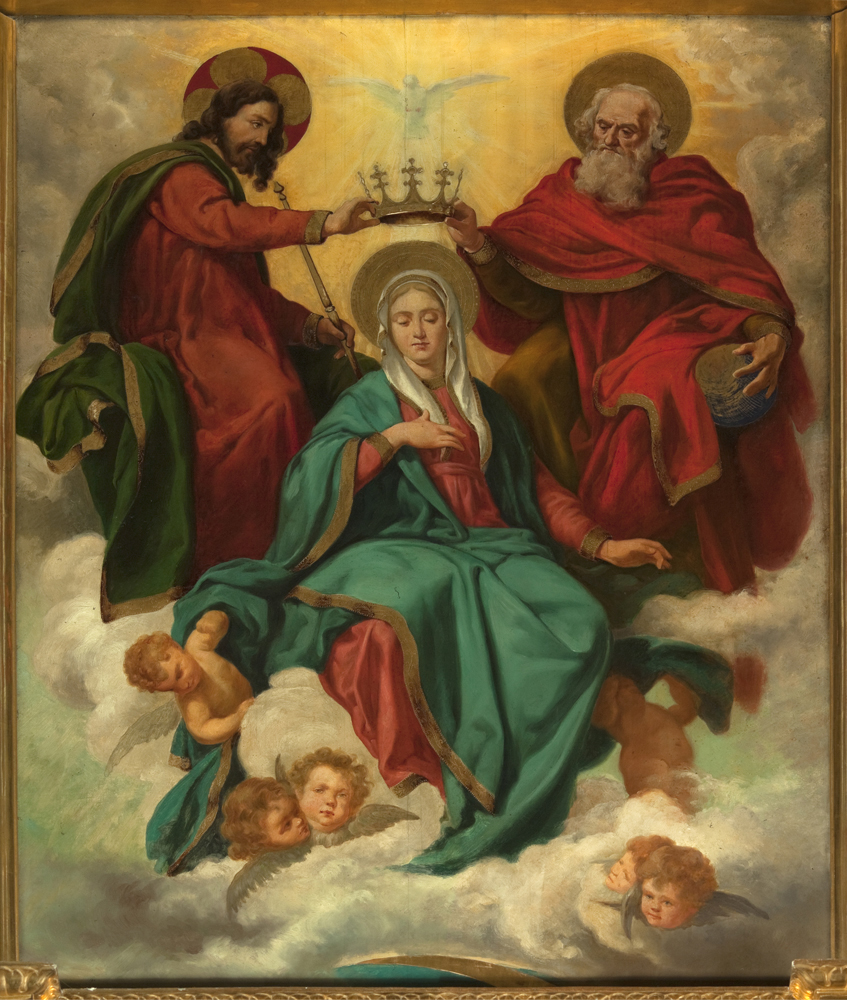
Coroação da Virgem Maria
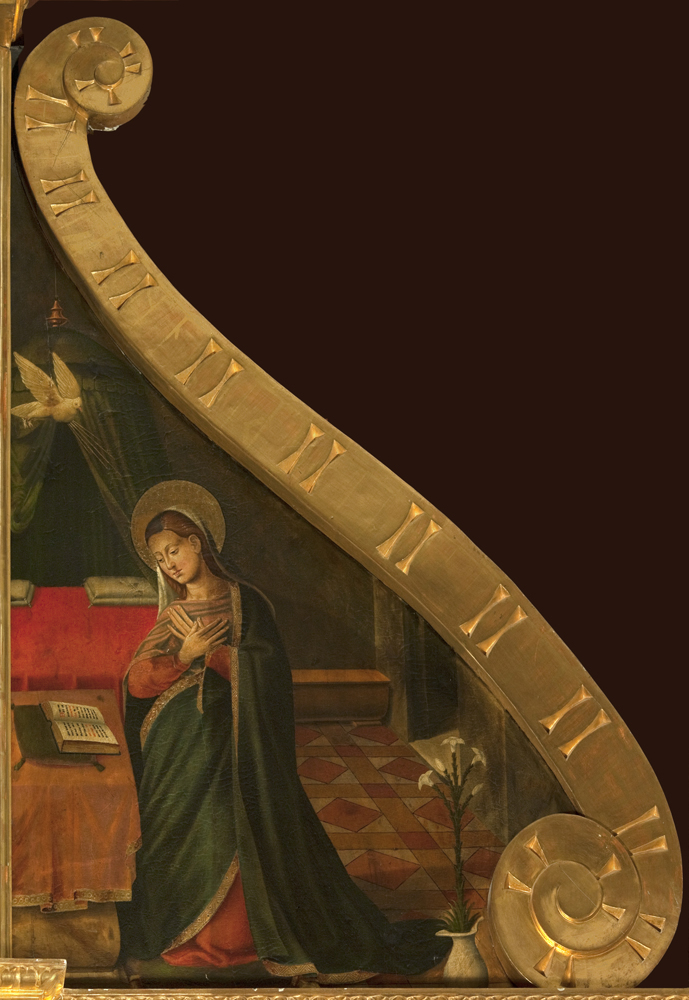
Anunciação (Virgem Maria)

Fiada central de cima

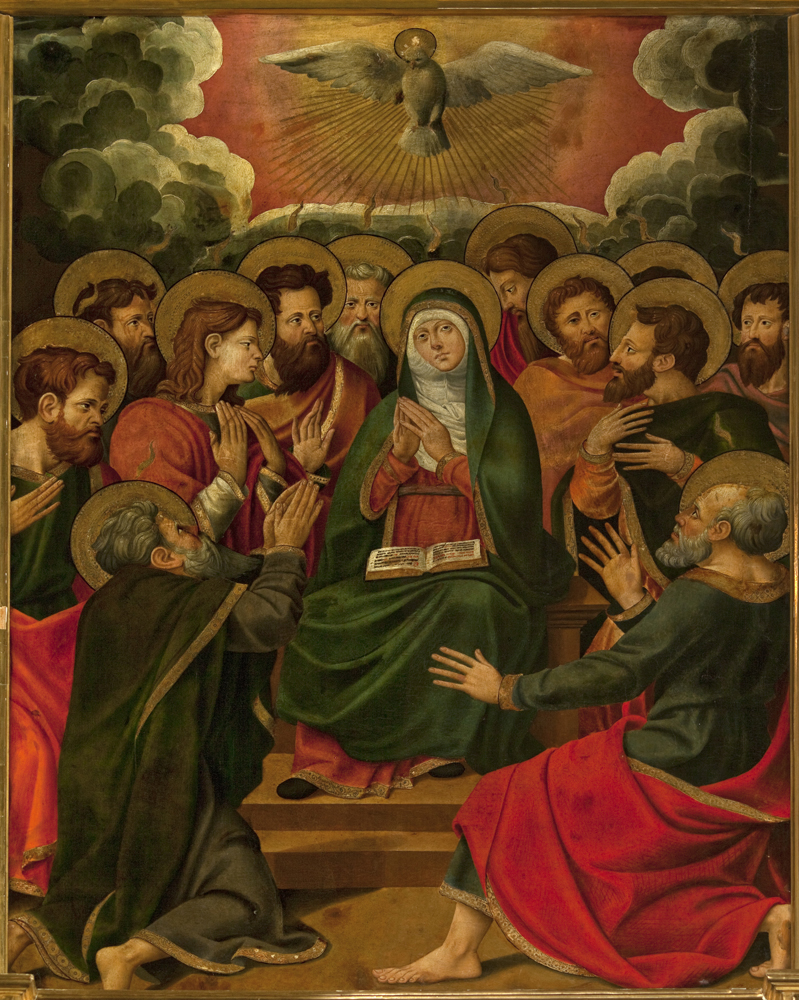
Pentecostes
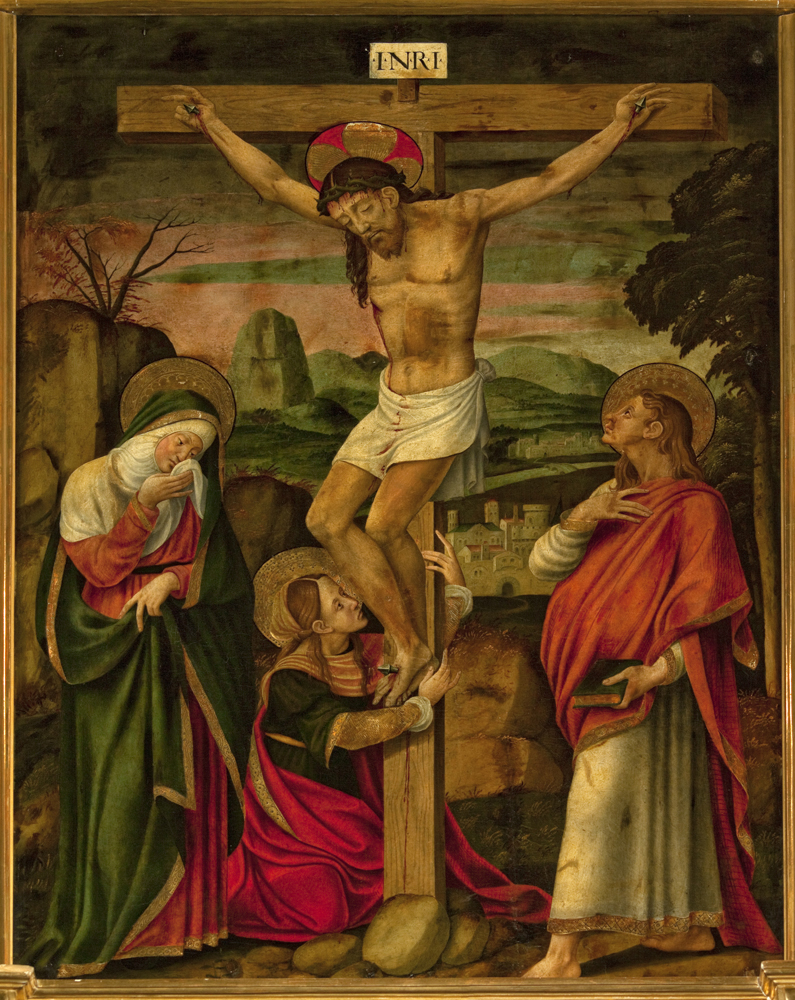
Crucificação
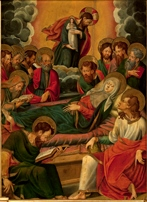
Morte da Virgem Maria

Fiada central do meio

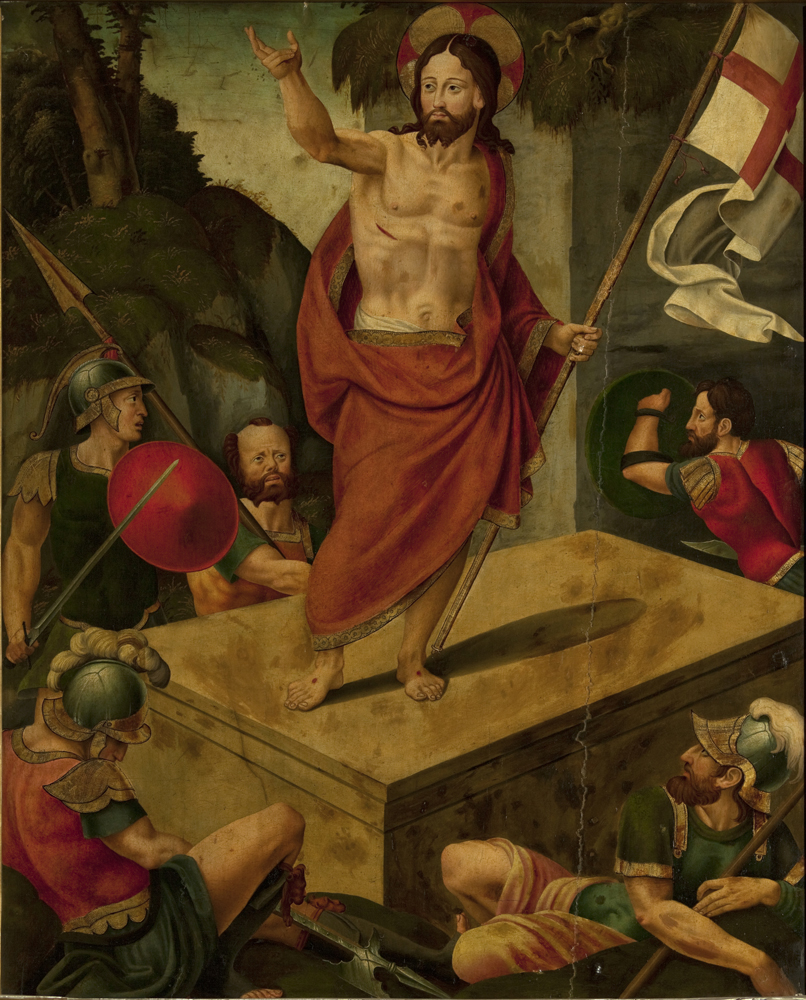
Ressurreição
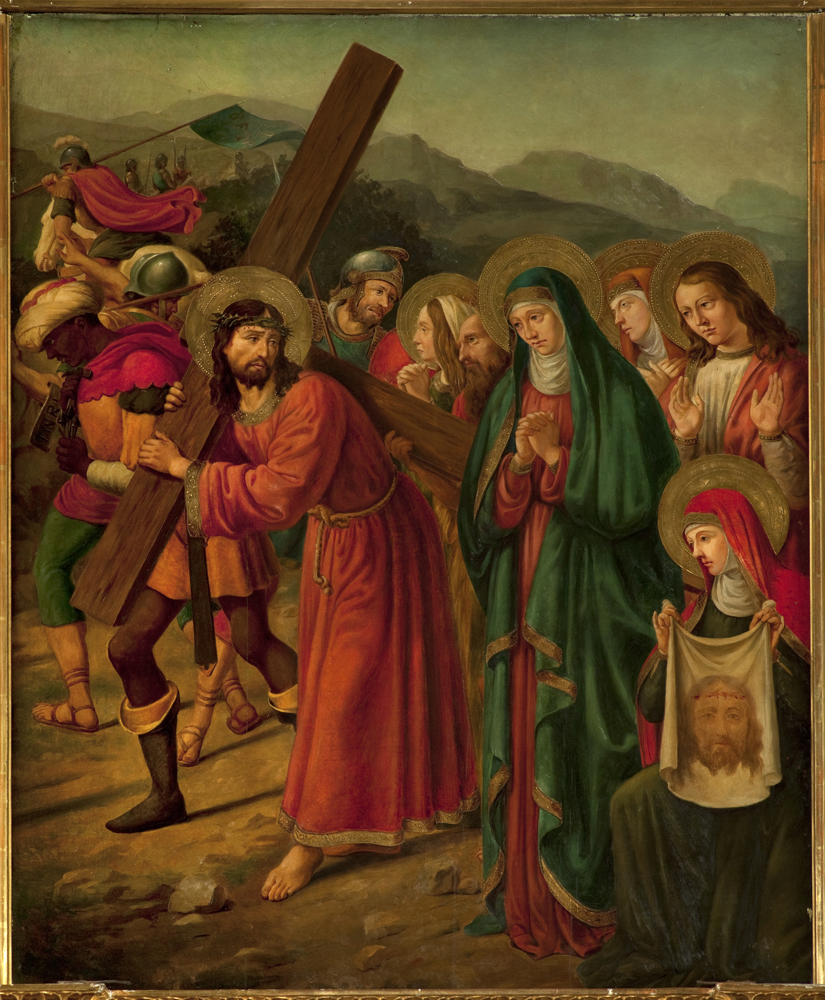
Caminho do Calvário e Sudário
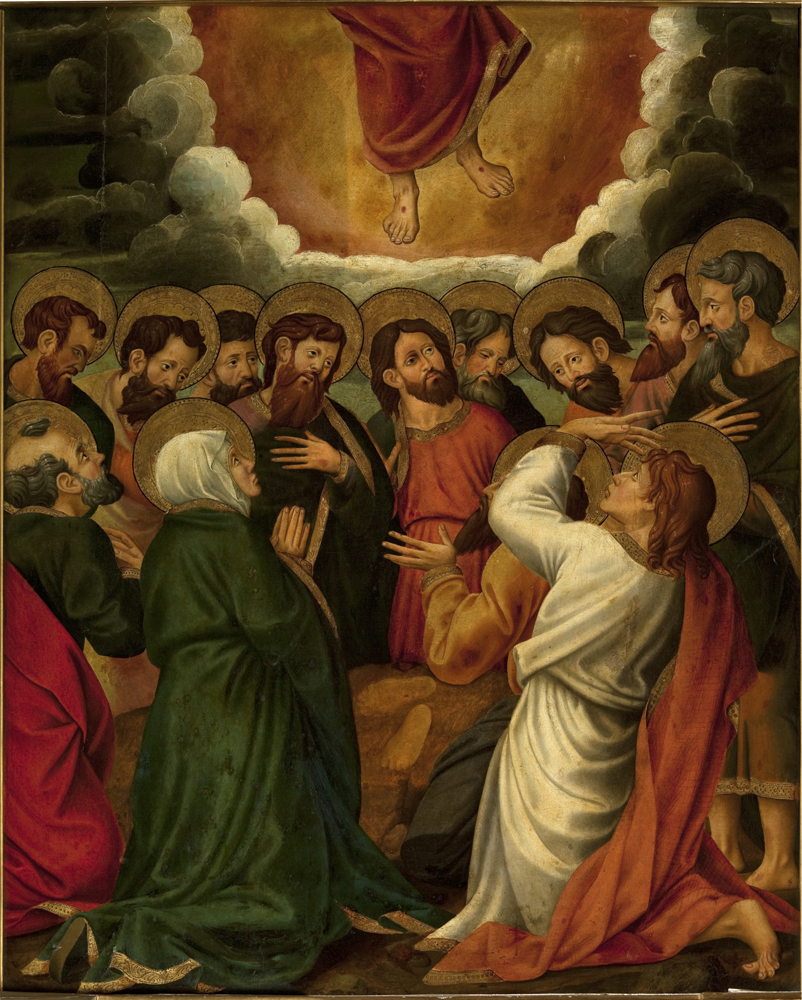
Ascensão de Cristo

Fiada central de baixo

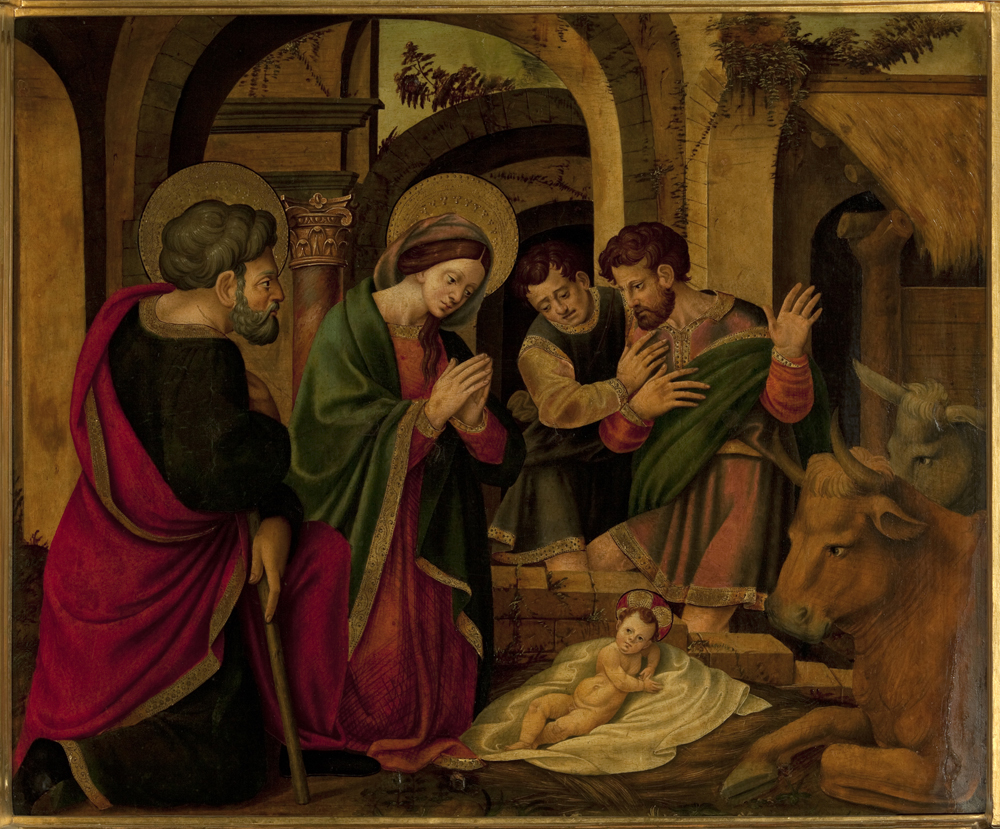
Natividade
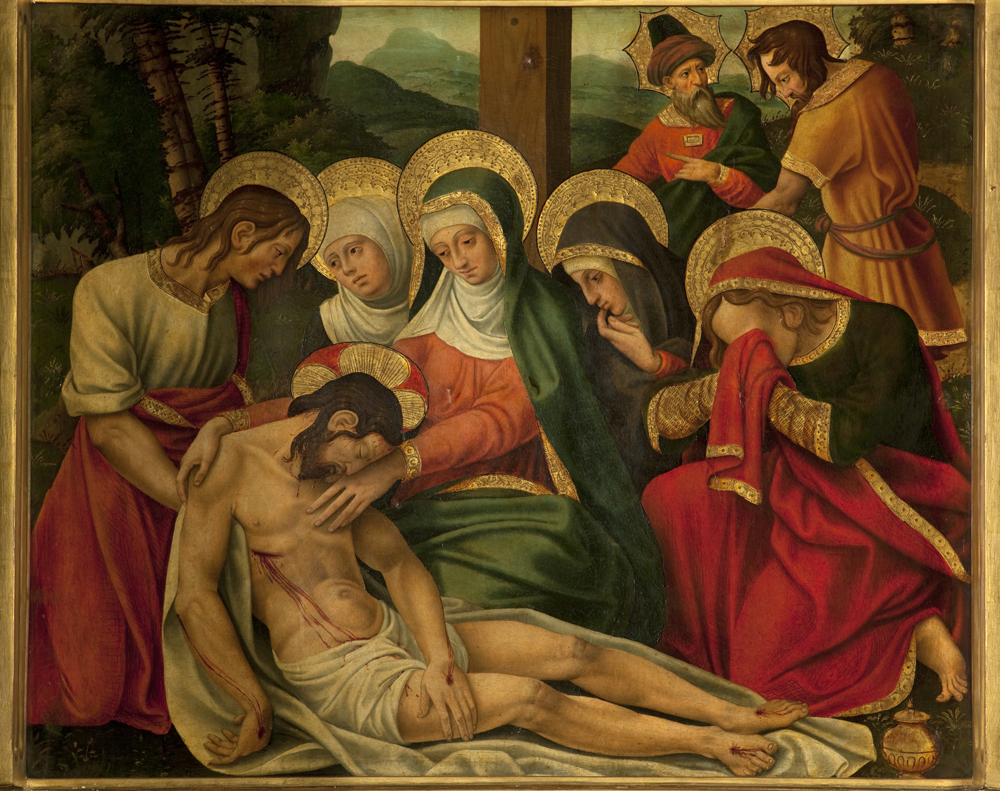
Lamentação de Cristo
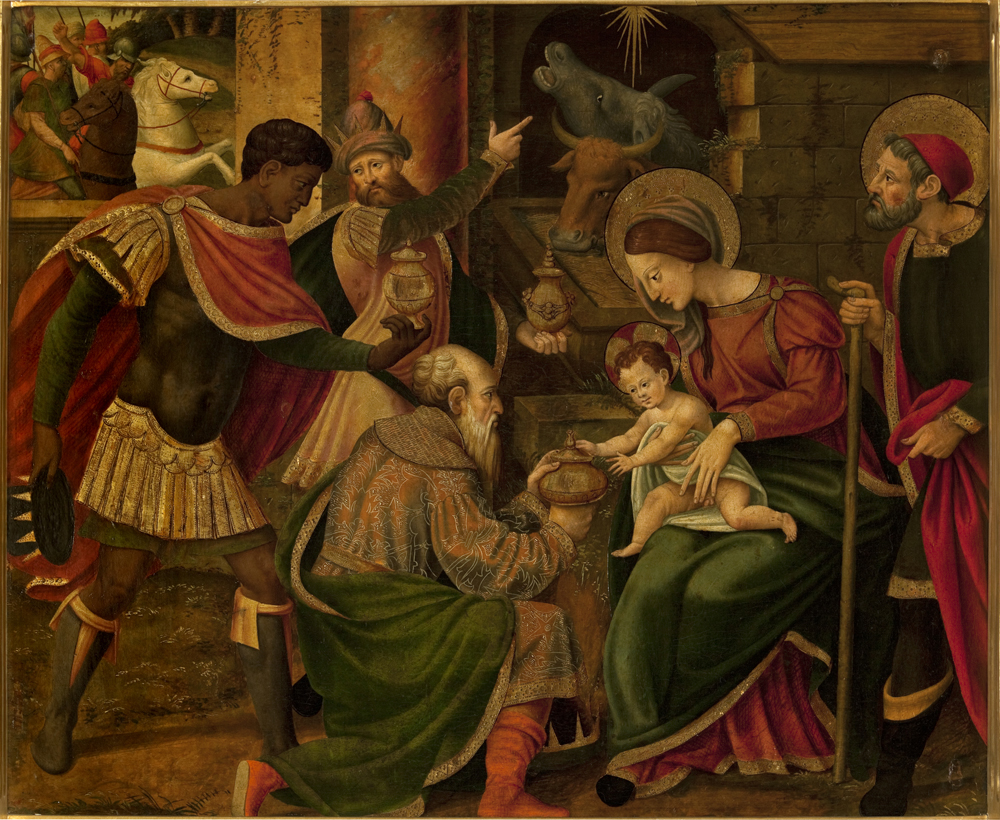
Adoração dos Magos

## Ligação externa
- Página web do Santuário do Milagre